# Trước tập luyện

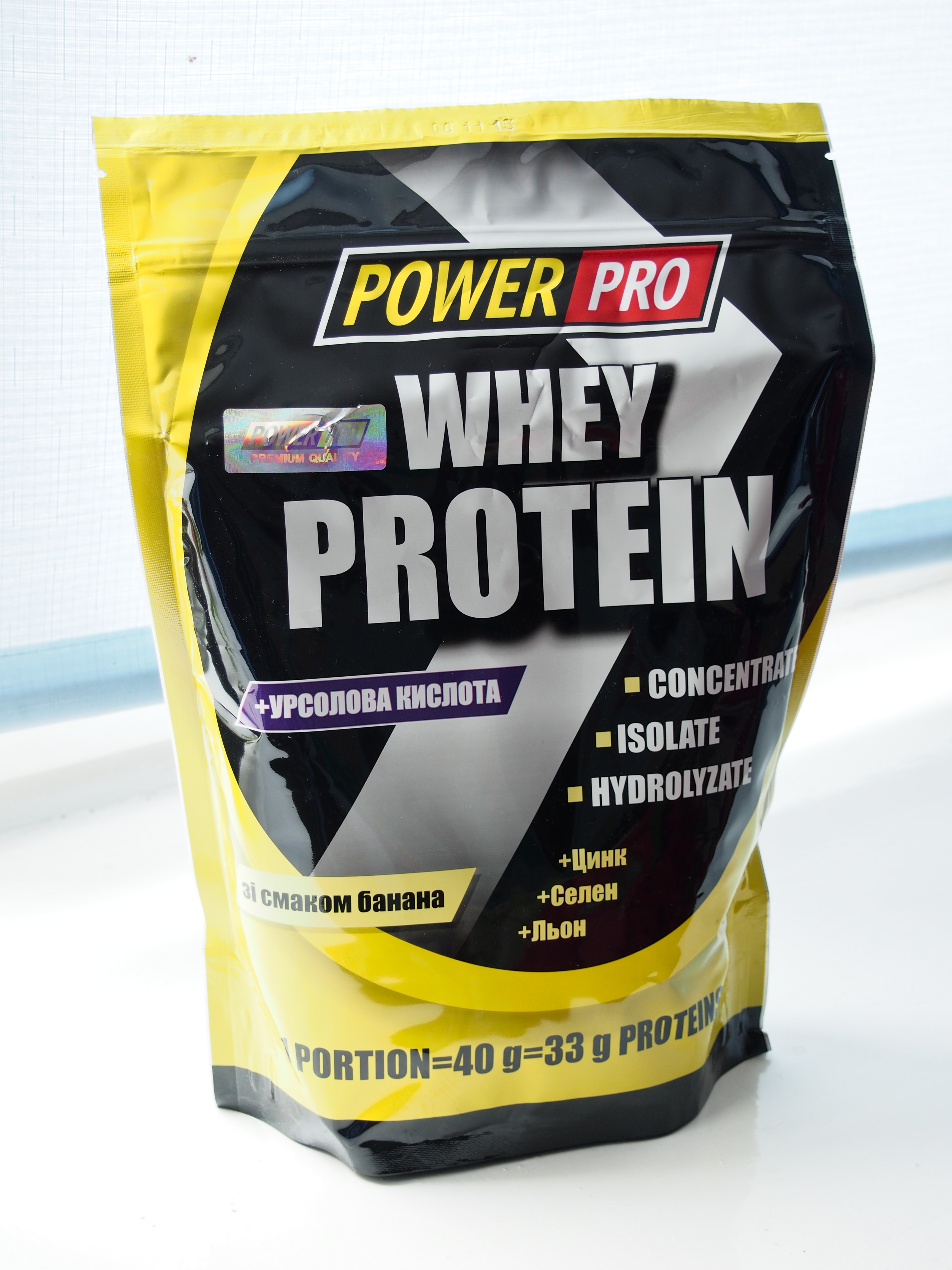
Một sản phẩm bổ sung đạm váng sữa (whey protein) cho vận động viên trước tập luyện

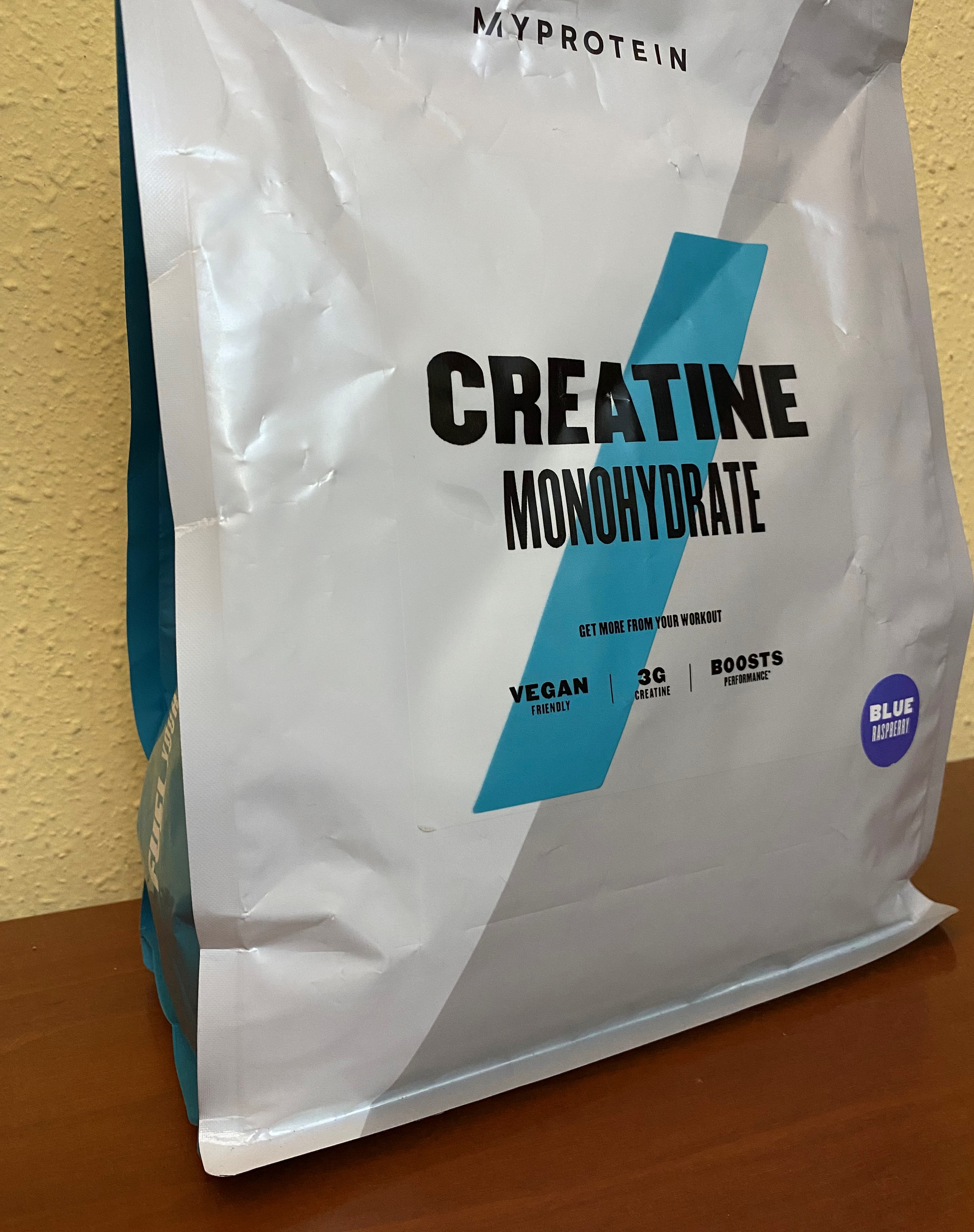
Một sản phẩm bổ sung chất Creatine

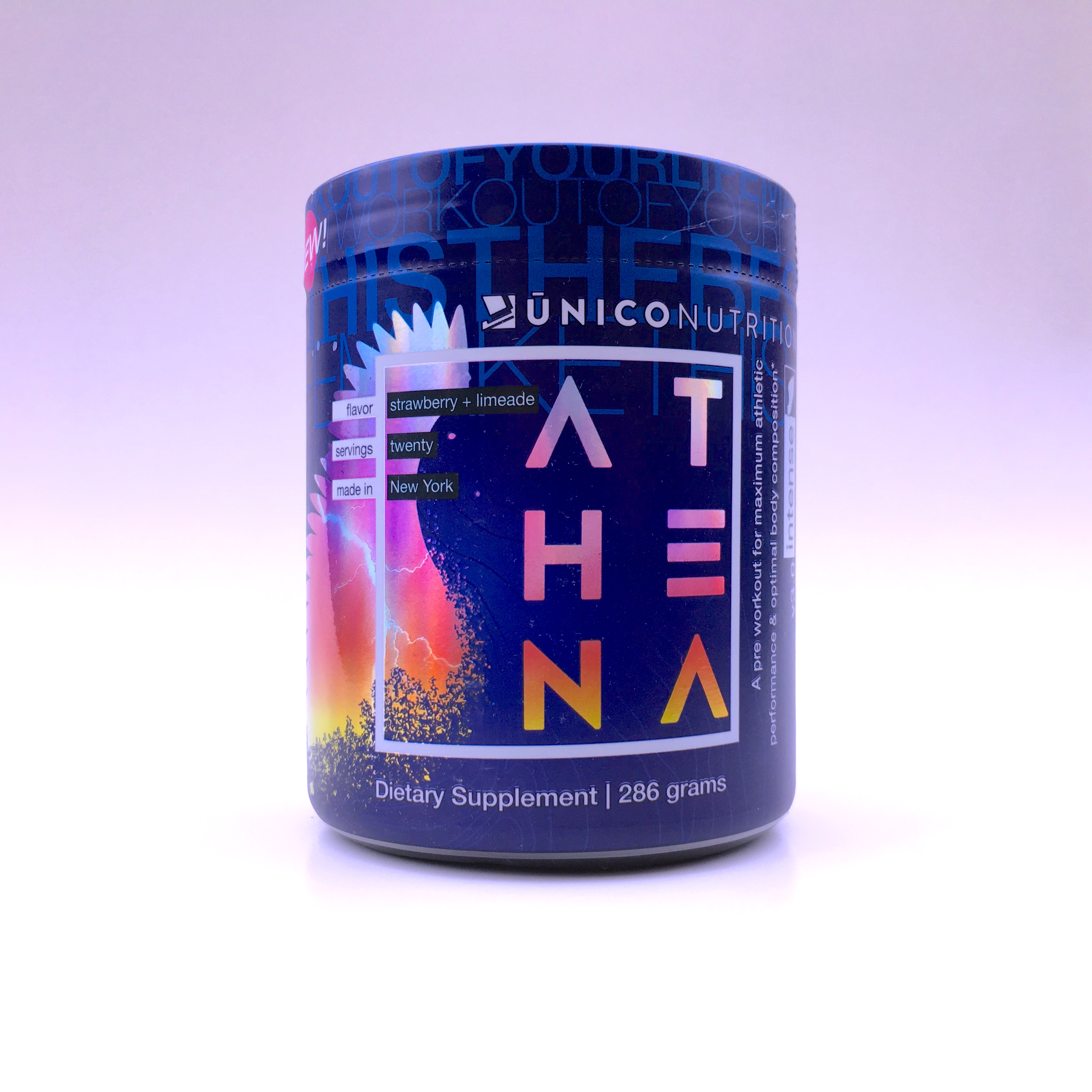
Một sản phẩm bổ sung trước tập luyện để bồi bổ cơ thể

Trước tập luyện (Pre-workout) là thuật ngữ chỉ chung cho một loạt các sản phẩm thực phẩm chức năng bổ sung cho việc tập luyện thể hình được các vận động viên và người tập tạ sử dụng để bổ sung, bồi bổ sức khoẻ, tăng cường hiệu suất tập luyện thể thao. Thực phẩm bổ sung được dùng để giúp cơ thể tăng sức bền, năng lượng và sự tập trung trong quá trình tập luyện. Các chất bổ sung trước khi tập luyện có chứa nhiều thành phần như caffeine và creatine mà chỉ khác nhau ở dạng viên nang hoặc dạng bột.

## Cơ chế
Sự gia tăng sức bền cơ bắp chủ yếu là do hàm lượng lớn caffeine trong các chất bổ sung trước khi tập luyện. Caffeine được hấp thụ vào cơ thể hoạt động như một chất đối kháng thụ thể adenosine, giúp giảm cơn đau mà người dùng gặp phải và cho phép họ làm việc trong thời gian dài hơn. Việc dùng các sản phẩm bổ sung trước khi tập cũng làm tăng lượng carbohydrate trong cơ thể, được sử dụng để tăng năng lượng cho cơ thể. Dùng sản phẩm bổ sung trước khi tập luyện đã được chứng minh là làm giảm thời gian phục hồi cơ bắp sau khi tập luyện cường độ cao, cho phép các vận động viên giảm thời gian giữa các buổi tập luyện. Sự cải thiện trong quá trình phục hồi cơ bắp có liên quan đến axit amin chuỗi nhánh (BCAA) có trong các sản phẩm này đặc biệt là glutamine. Việc dùng các sản phẩm trước tập luyện đã được chứng minh là giúp các vận động viên cảm thấy tràn đầy năng lượng hơn trong khi tập luyện, nhưng mức năng lượng cao hơn này chỉ dựa trên đánh giá chủ quan và có ít bằng chứng định lượng về sự gia tăng năng lượng. 
Vai trò của caffeine trong việc tăng cường cải thiện năng lượng được nhận thấy thông qua hàm lượng lớn caffeine thường có trong các chất bổ sung trước khi tập luyện. Caffeine cũng làm tăng giải phóng canxi, cho phép co cơ mạnh hơn trong quá trình tập luyện cường độ cao. Các nghiên cứu cũng chỉ ra rằng caffeine trong chất kích thích trước khi tập luyện giúp cải thiện sự tập trung và tỉnh táo ở các vận động viên thông qua việc giảm thời gian phản ứng trong các điều kiện khác nhau. Có thể xảy ra nhiều tác dụng phụ khác nhau tùy theo sản phẩm trước khi tập luyện và liều lượng thực phẩm bổ sung được sử dụng. Một số tác dụng phụ tiềm ẩn của việc sử dụng trước khi tập luyện có thể bao gồm buồn nôn và kích ứng da. Các tác dụng phụ khác đã được chứng minh là phát sinh khi sản phẩm có chứa các thành phần như synephrine và caffeine. Synephrine thường được sử dụng như một chất bổ sung giảm cân và thường được tìm thấy trong thuốc trước khi tập luyện. Synephrine đã được phát hiện là gây ra các vấn đề về tim và các vấn đề tim mạch khác.

## Thị trường
Sản phẩm có mác "trước tập luyện" lần đầu tiên xuất hiện trên thị trường vào năm 1982 và kể từ đó, danh mục sản phẩm này ngày càng được ưa chuộng sử dụng rộng rãi. Một số sản phẩm dùng trước khi tập luyện có chứa các thành phần liên quan đến tác dụng phụ. Mặc dù các sản phẩm này không được quản lý, nhưng Cục Quản lý Thực phẩm và Dược phẩm (FDA) cảnh báo người tiêu dùng nên thận trọng khi sử dụng chúng. Thực phẩm bổ sung dùng trước khi tập luyện có nhiều dạng khác nhau, bao gồm viên nén, viên nang, dạng lỏng, dạng bột và dạng thanh. Một số thành phần phổ biến được sử dụng. Có sự chồng chéo đáng kể giữa các thành phần được sử dụng trong hỗn hợp để dùng trước khi tập luyện và các chất bổ sung khác dùng để giảm cân, cải thiện tâm trạng, kéo dài tuổi thọ hoặc được cho là thuốc bổ não hoặc thuốc kích dục, mặc dù một số thành phần nhất định có xu hướng chỉ có trong các sản phẩm nhằm hỗ trợ tập thể hình hoặc luyện tập thể thao. 
Một số thành phần như caffeine, creatine và β-alanine có trong hầu hết các hỗn hợp trước khi tập luyện, nhưng mỗi sản phẩm có thương hiệu là một "hỗn hợp độc quyền" với trung bình 18 thành phần khác nhau, thành phần chính xác và tỷ lệ của chúng có thể thay đổi rất nhiều giữa các sản phẩm khác nhau. Các loại thực phẩm bổ sung trước khi tập luyện được bán tại nhiều nhà bán lẻ khác nhau. Các thương hiệu thực phẩm bổ sung trước khi tập luyện bán chạy nhất năm 2019 bao gồm Pre JYM Pre Workout của JYM Supplemental Science, ENGN Shred Pre Workout của EVLUTION Nutrition và C4 Original Pre Workout của Cellucor. Ba thương hiệu này nằm trong top ba sản phẩm bán chạy nhất trên trang web thông tin thể hình hàng đầu bodybuilding.com và Sports Illustrated. Một số biến tấu của các sản phẩm pre-workout thông thường bao gồm các lựa chọn không đường, không creatine và không chất kích thích. Quy mô thị trường cho các sản phẩm pre-workout là một ngành công nghiệp thực phẩm với trị giá 2,7 tỷ đô la vào năm 2008. Vào năm 2022, quy mô thị trường sản phẩm mang nhãn trước khi tập luyện đã tăng lên 14,2 tỷ đô la.